# Erwin Hentschel (Zoologe)
Erwin J. Hentschel (* 7. Februar 1934 in Nieder-Mohrau, Tschechoslowakei; † 18. September 2024 in Jena) war ein deutscher Biologe, Zoologe, Naturschützer und Hochschullehrer, der als Bienen-Professor bekannt wurde.

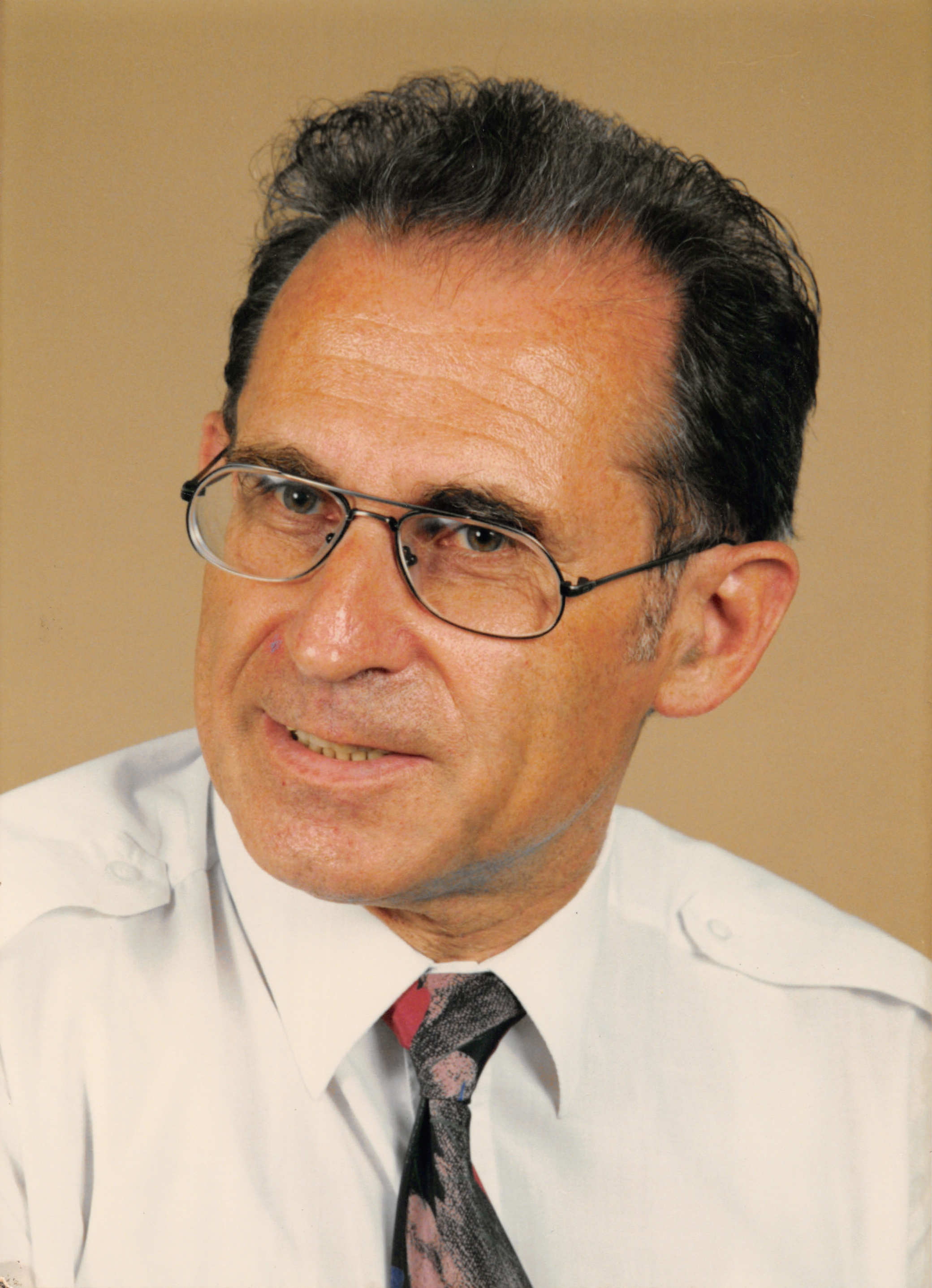
Hentschel im Jahr 2004

## Leben
E. Hentschel begann das Studium der Botanik und Zoologie an der Martin-Luther-Universität Halle-Wittenberg (1953–1956, Vordiplom) und setzte es an der Friedrich-Schiller-Universität Jena in der Zoologie, Physiologie, Hydrobiologie und Geschichte der Biologie und Medizin bis zum Abschluss fort (1956–1959, Diplom). Anschließend erfolgte ein Studium der Humananatomie (1961–1963), die Promotion zum Dr. rer. nat. (1964), Die Facultas Docendi für Tierphysiologie (1970), die Habilitation (1980) und die Berufung zum Ordentlichen Professor für "Spezielle und angewandte Zoologie" an der Universität Greifswald (1988). Von 1989 bis 1997 bewirkte er, wieder an die Alma Mater Jenensis zurückgekehrt, den Aufbau der „Apidologie und angewandten Zoologie“ im Institut für Ernährungswissenschaften am Am Steiger 3.

## Forschungsthemen
Seine Forschungsthemen beinhalten die Herzphysiologie bei Crustaceen (Daphniden) und Insekten, die Peptidneurosekretion bei Artemia salina, Chirocephalus grubei und Argulus foliaceus, die Peptid-Amin-Interaktion der Gonadotropinausschüttung und die Ovulation bei Periplaneta americana und Blaberus craniifer sowie Studien zum Schmerzverhalten bei Insekten.
Mit dem Aufbau des Bieneninstitutes wurden in einer verpflichtenden Traditionsbewahrung von August Ludwig (1867–1951) umweltanalytische Studien mit der Honigbiene Apis mellifera im ehemaligen Uranbergbau Ronneburg/Thür. (Radionukliddiagnostik, gemeinsam mit der Universität Marburg) und im ehemaligen Braunkohlenteergebiet bei Rositz/Thür. (Diagnostik von polyzyklischen aromatischen Kohlenwasserstoffen) durchgeführt. Weiter wurden  im Rahmen von Faulbrutstudien bei Apis mellifera mit Paenibacillus larvae subspec. larvae in Zusammenarbeit mit U. Gräfe/Hans-Knöll-Institut (HKI) das Antibiotikum Apidiothricin isoliert und strukturell aufgeklärt.

## Schriften und Werke (Auswahl)
- Erwin Hentschel: Neurosekretion und Neurohämalorgan bei Chirocephalus grubei Dybowsci und Artemia salina L. (Anostraca, Crustacea). Z. wiss. Zoologie 171, 44–79, 1965[4]
- Erwin Hentschel: Investigation in catecholamine integrated influence on reproduction in Periplaneta americana. 28th Conference of Physiological Sciences. Budapest 1980, Pergamon Press and Akadémai Kiadó
- Erwin Hentschel: Occurence and function of biogenic amines (5-hydroxytryptamine, dopamine, noradrenaline, octopamine) in invertebrates. Bibliography. 12 Op. University Press Jena, 1986/1987
- Erwin Hentschel: Occurence and function of biogenetic amines in invertebrates. 14th Conference in Comparative Endocrinologists. Univ. Salzburg, 4. September 1988, Congress Paper, Plenary Lectures
- E. Hentschel, K. Keil, H. Penzlin, B. Sallen: Determination of acetylcholinesterase activities in the brain and retrocerebral complex of juvenile and reproduction females of Periplaneta americana L. (Hexapoda, Invertebra). Zool. Jb. Physiol. 93, 61–65, 1989
- E. Hentschel, M. Helbig, U. Horn, D. Molzahn: The honey bee as bioindicator for radionuclide pollution in the uranium mining area of Thuringia. Vhdl. Zool. Ges. 1994, 327, 87
- E. Hentschel, Gräfe, T. Neumann, R. Reiche: Apidiothricin – a new chlorothricintype antibiotic from Paenibacillus larvae, the cause if American foulbrood. Apidologie 27, 177–179, 1997
- Erwin Hentschel: Aufbau und Forschungsprofil des Bieneninstitutes der Friedrich-Schiller-Universität Jena, Rudolstädter nat. hist. Schr. 12, 25–50, 2004
- Erwin Hentschel: Der universitäre Bienenweidegarten – ein denkmalgeschütztes Kleinod der Universität Jena. Veröffentl. Museum Gera, Naturw. Reihe, H. 33/34, 213–223, 2006/2007
- Erwin Hentschel: Dr. phil. h. c. Georg Ferdinand Gerstung, Pfarrer und praktischer Imker. Festschrift Azmenstat 956/2006, Oßmannstedt, 5, 72–79, 2006
- Erwin Hentschel, Günther Wagner: Tiernamen und zoologische Fachwörter unter Berücksichtigung allgemeinbiologischer, anatomischer und physiologischer Termini, Jena, VEB Fischer, 1976.
- Erwin Hentschel, Günther Wagner (Agrarwissenschaftler): Wörterbuch der Zoologie. Tiernamen, allgemeinbiologische, anatomische, physiologische, ökologische Termini und Kurzbiographien, mit einer Einführung in die Terminologie und Nomenklatur, einem Verzeichnis der Autorennamen und einem Überblick über das System des Tierreichs, 7. Auflage, München, Heidelberg 2004.
- Prof. August Ludwig und Dr. h. c. Ferdinand Gerstung. Zwei Thüringer Bienenpfarrer und ihre Gärten, in: Veröffentlichungen des Naturkundemuseums Erfurt, Band 24 (2005), S. 55–65.
- Erwin Hentschel (Edit.): 1. und 2. Jenaer Bienenkundliche Symposium. Proceedings der Friedrich-Schiller-Universität Jena. 1992 (1–157 S.), 1993 (1–157 S.)

## Auszeichnungen
- Wahl zum Councillor der "European Soziety for Comparative Endocrinology, Vertreter für West- und Ostdeutschland in Salzburg/Österreich auf der 14th Conference of European Comparative Endocrinologists, 4. bis 9. September 1988.
- Berufung in den Expertenkreis des Weltverbandes APIMONDIA/Sektion Bienenbiologie[5] 1993 in Peking.
- Verleihung eines Fassadenpreises 1993[6] der Universitätsstadt Jena für den gelungenen Aufbau der Apidologie der Alma Mater Jenensis am Am Steiger 3.
- Als verdienter Naturschützer erhielt Erwin Hentschel auf Vorschlag des Thüringer Ministerpräsidenten Bernhard Vogel am 22. November 1999 im Rathaus von Jena das Bundesverdienstkreuz verliehen.[7]